# Me Against Myself
Me Against Myself este primul album de studio al lui Jay Sean ce a fost lansat în UK pe data de 8 noiembrie 2004. Au fost extrase trei discuri single de pe acest material discografic: „Dance With You”, „Eyes On You” și „Stolen”.

## Lista de piese
1. „Intro (Balcony Skit)”
2. „Eyes On You”
3. „One Night”
4. „Don't Rush”
5. „On & On”
6. „Stolen”
7. „Come With Me”
8. „Holding On”
9. „Interlude (Irony Skit)”
10. „Dance With You”
11. „Man's World (Ramta Jogi)”
12. „I Believe In You”
13. „One Minute”
14. „Meri Jaan”
15. „Me Against Myself”